# Rome (Maine)
Rome és una població dels Estats Units a l'estat de Maine (EUA). Segons el cens del 2000 tenia 980 habitants.

## Demografia
Segons el cens del 2000, Rome tenia 980 habitants, 386 habitatges, i 289 famílies. La densitat de població era de 14,9 habitants/km².
Dels 386 habitatges en un 32,1% hi vivien nens de menys de 18 anys, en un 62,2% hi vivien parelles casades, en un 9,3% dones solteres, i en un 24,9% no eren unitats familiars. En el 17,9% dels habitatges hi vivien persones soles el 6,2% de les quals corresponia a persones de 65 anys o més que vivien soles. El nombre mitjà de persones vivint en cada habitatge era de 2,54 i el nombre mitjà de persones que vivien en cada família era de 2,85.
Per edats la població es repartia de la següent manera: un 25% tenia menys de 18 anys, un 5,6% entre 18 i 24, un 29,5% entre 25 i 44, un 27,9% de 45 a 60 i un 12% 65 anys o més.
L'edat mediana era de 39 anys. Per cada 100 dones de 18 o més anys hi havia 97,1 homes.
La renda mediana per habitatge era de 42.344 $ i la renda mediana per família de 46.635 $. Els homes tenien una renda mediana de 32.153 $ mentre que les dones 26.042 $. La renda per capita de la població era de 21.355 $. Entorn del 7% de les famílies i l'11% de la població estaven per davall del llindar de pobresa.